# Межевой план
Межево́й план — представляет собой документ, который составлен на основе кадастрового плана соответствующей территории или Выписки из Единого государственного реестра недвижимости ( - далее - ЕГРН) о соответствующем земельном участке и в котором воспроизведены определенные внесенные в ЕГРН сведения и указаны сведения об образуемых земельном участке или земельных участках, либо о части или частях земельного участка, либо новые необходимые для внесения в государственный кадастр недвижимости сведения о земельном участке или земельных участках.
В межевом плане указываются сведения об образуемых земельном участке или земельных участках в случае выполнения кадастровых работ, в результате которых обеспечивается подготовка документов:
- для представления в орган регистрации прав заявления о постановке на кадастровый учёт земельного участка или земельных участков;
- для представления в орган регистрации прав заявления об учёте части или частей земельного участка;
- для представления в орган регистрации прав заявления об учёте изменений земельного участка или земельных участков.

В межевой план включаются сведения о:
- земельных участках, образуемых при разделе, объединении, перераспределении земельных участков или выделе из земельных участков;
- земельных участках, образуемых из земель, находящихся в государственной или муниципальной собственности;
- земельных участках, из которых в результате выдела в счёт доли (долей) в праве общей собственности образованы новые земельные участки;
- земельных участках, в отношении которых осуществляются кадастровые работы по уточнению сведений Единого государственного реестра недвижимости.

## Состав межевого плана
Межевой план состоит из графической и текстовой частей.
В графической части межевого плана воспроизводятся сведения кадастрового плана соответствующей территории или выписки из ЕГРН о соответствующем земельном участке, а также указываются местоположение границ образуемых земельного участка или земельных участков, либо границ части или частей земельного участка, либо уточняемых границ земельных участков, доступ к образуемым или измененным земельным участкам (проход или проезд от земельных участков общего пользования), в том числе путём установления сервитута.
В текстовой части межевого плана указываются необходимые для внесения в ЕГРН сведения о земельном участке или земельных участках в объеме, установленном органом нормативно-правового регулирования в сфере ведения ЕГРН, осуществления государственного кадастрового учета, государственной регистрации прав  на недвижимое имущество и сделок с ним (далее - орган нормативного правового регулирования), сведения об использованной при подготовке межевого плана геодезической основе кадастра, а также в установленном частью 1 статьи 39 Федерального закона от 24.07.2007 № 221-ФЗ "О кадастровой деятельности"  порядке сведения о согласовании местоположения границ земельных участков, отраженные в акте согласования местоположения границ .
В случае образования земельного участка в соответствии с утверждёнными схемой расположения земельного участка или земельных участков на кадастровом плане территории, проектом межевания территории, проектной документацией о местоположении, границах, площади и об иных количественных и качественных характеристиках лесных участков обязательным приложением к межевому плану является данная схема, этот проект или эта проектная документация, за исключением случая, если проект межевания территории уже представлялся в орган кадастрового учёта.
Местоположение границ земельного участка устанавливается посредством определения координат характерных точек таких границ, то есть точек изменения описания границ земельного участка и деления их на части. Местоположение отдельных частей границ земельного участка также может устанавливаться в порядке, определенном органом нормативно-правового регулирования в сфере кадастровых отношений, посредством указания на природные объекты и (или) объекты искусственного происхождения, в том числе линейные объекты, если сведения о таких объектах содержатся в государственном кадастре недвижимости и местоположение указанных отдельных частей границ земельного участка совпадает с местоположением внешних границ таких объектов. Требования к точности и методам определения координат характерных точек границ земельного участка устанавливаются органом нормативно-правового регулирования в сфере кадастровых отношений.
Площадью земельного участка, определенной с учётом установленных в соответствии с Федеральным законом требований, является площадь геометрической фигуры, образованной проекцией границ земельного участка на горизонтальную плоскость.
При уточнении границ земельного участка их местоположение определяется исходя из сведений, содержащихся в документе, подтверждающем право на земельный участок, или при отсутствии такого документа из сведений, содержащихся в документах, определявших местоположение границ земельного участка при его образовании. В случае, если указанные в настоящей части документы отсутствуют, границами земельного участка являются границы, существующие на местности пятнадцать и более лет и закрепленные с использованием природных объектов или объектов искусственного происхождения, позволяющих определить местоположение границ земельного участка.
Образуемые земельные участки должны соответствовать требованиям гражданского законодательства, земельного законодательства, лесного законодательства, водного законодательства, градостроительного законодательства и иным установленным в соответствии с законодательством Российской Федерации требованиям к земельным участкам. Если в соответствии с федеральным законом образование земельных участков должно осуществляться с учётом проекта межевания территории, проекта межевания земельного участка или земельных участков или иного предусмотренного федеральным законом документа, местоположение границ данных земельных участков определяется с учётом такого документа.
Межевой план подготавливается в форме электронного документа и заверяется усиленной квалифицированной электронной подписью кадастрового инженера, подготовившего такой план. Межевой план, если это предусмотрено договором подряда, также подготавливается в форме документа на бумажном носителе, заверенного подписью и печатью кадастрового инженера, подготовившего такой план.
Форма межевого плана и требования к его подготовке, в том числе особенности подготовки межевого плана в отношении земельных участков, указанных в части 10 статьи 25 настоящего Федерального закона, устанавливаются органом нормативно-правового регулирования в сфере кадастровых отношений.

## Оформление межевого плана
Межевой план оформляется на бумажном носителе, а также на электронном носителе в виде электронного документа.
Межевой план, необходимый для предоставления в орган кадастрового учёта заявления о постановке на кадастровый учёт образуемых земельных участков, может быть оформлен в виде электронного документа, заверенного электронной цифровой подписью кадастрового инженера. Представление в орган кадастрового учёта межевого плана на бумажном носителе в указанном случае не требуется.
Межевой план на бумажном носителе оформляется в количестве не менее двух экземпляров, один из которых предназначен для представления в орган кадастрового учёта вместе с соответствующим заявлением, а второй и последующие экземпляры в соответствии с договором о выполнении кадастровых работ — для передачи заказчику кадастровых работ.
Межевой план на бумажном носителе должен быть прошит и скреплён подписью и оттиском печати кадастрового инженера.
Подпись и оттиск печати кадастрового инженера проставляются на титульном листе межевого плана и на обороте последнего листа межевого плана, а также в акте согласования местоположения границы земельного участка.
На титульном листе указывается дата подготовки окончательной редакции межевого плана кадастровым инженером (дата завершения кадастровых работ).
Внесение текстовых сведений вручную производится разборчиво тушью, чернилами или пастой синего цвета. Опечатки, подчистки, приписки, зачёркнутые слова и иные неоговорённые исправления не допускаются. Все исправления в межевом плане должны быть заверены подписью (с указанием фамилии и инициалов) и оттиском печати кадастрового инженера.
Оформление карандашом разделов межевого плана, в том числе входящих в состав графической части, не допускается. Все записи, за исключением оговорённых случаев, производятся на русском языке. Числа записываются арабскими цифрами.
Межевой план оформляется на листах формата А4. Разделы «Схема геодезических построений», «Схема расположения земельных участков» и Чертёж могут оформляться на листах больших форматов.
Нумерация листов межевого плана является сквозной в пределах документа. Документы, включаемые в состав Приложения, не нумеруются.
Если сведения не умещаются на одном листе какого-либо раздела, допускается размещать их на нескольких листах либо на обороте соответствующего листа. В указанном случае на каждом листе либо на каждой странице соответствующего раздела воспроизводятся следующие сведения: слова «Межевой план» и название соответствующего раздела межевого плана.
Если разделы межевого плана размещены на листах с оборотом, при заполнении реквизита «Лист N ____» соответствующего раздела межевого плана дополнительно через запятую приводится номер страницы.
Общее количество листов межевого плана, включая количество листов документов Приложения, указывается на титульном листе.